# Battaglia dei Pontes Longi
La battaglia dei Pontes Longi (o battaglia dei Ponti Lunghi) fu scontro tra le forze romane, comandate dal generale Aulo Cecina Severo, e le tribù germaniche, guidate dal principe cherusco Arminio, avvenuto in un momento non precisato del 15 d.C L'esito della battaglia, durata tre giorni, è di una miracolosa vittoria romana.

## Contesto storico

### Campagne di Tiberio
Dopo la disfatta di Teutoburgo, le regioni che si stavano agglomerando nella nuova provincia della Germania Magna si ribellarono e ripresero la propria indipendenza dall'autorità imperiale. Forte era il pericolo che le popolazioni germaniche invadessero la Gallia, nel tentativo di proseguire la propria battaglia contro Roma.
Per evitare ciò, Augusto inviò Tiberio, figlio adottivo e miglior generale romano, sul fronte del Reno. Dopo due anni di meticolose operazioni militari, la situazione sul limes settentrionale si era finalmente stabilizzata: gli avamposti romani sulla sponda germanica del Reno erano stati evacuati; le tribù germaniche più prossime al confine erano state ripetutamente colpite ed i loro possedimenti saccheggiati; ogni tentativo da parte dei barbari di entrare in Gallia era stato respinto e le nuove legioni sul fronte avevano acquistato fiducia ed esperienza. Tiberio recuperò sotto l'egemonia romana i territori dei Frisi e dei Batavi, rafforzando la presenza romana in loco con due legioni provenienti dalla Gallia. La dedizione di Tiberio nella pianificazione è tale che si riporta non abbia perso un singolo uomo nelle sue campagne tra il 10 d.C. ed l'11 d.C.
La strategia prudente del generale, per quanto necessaria, era mal vista dall'alta classe romana, che invece si aspettava una folgorante e decisiva vittoria per vendicare l'onta della Clades Variana. Così, anche a causa del peggioramento delle condizioni di salute di Augusto, Tiberio fu richiamato a Roma nel 12 d.C. e la guerra contro i Germani si avviò ad una pausa biennale.

### Campagne di Germanico

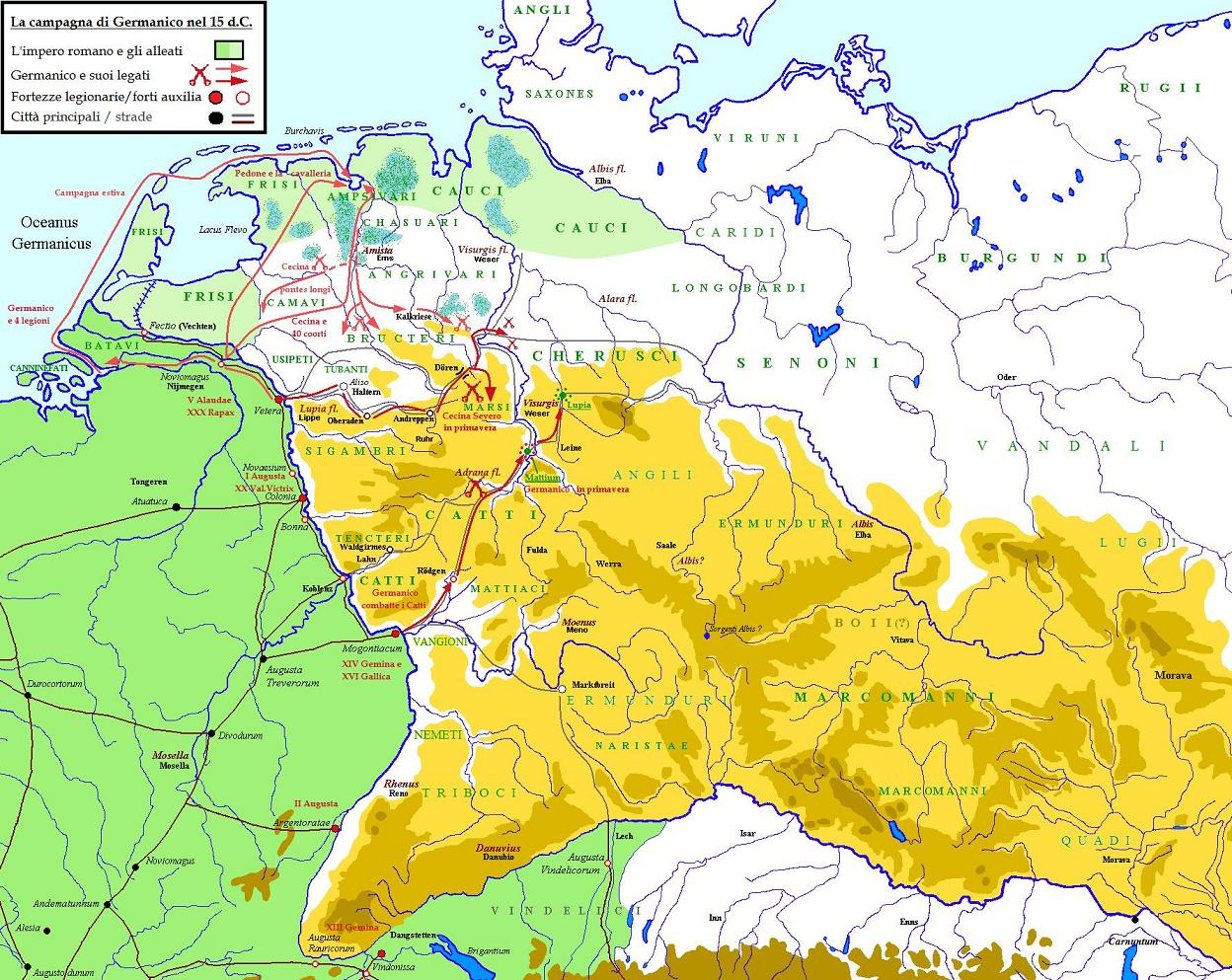
Campagna di Germanico del 15 d.C.

Dopo la morte dell'anziano imperatore nel 14 d.C., Tiberio ne prese il posto al trono e l'attenzione dell'impero fu nuovamente diretta al fronte settentrionale. Sebbene Tiberio fosse contrario alla prosecuzione delle ostilità, concesse al figlio adottivo Germanico, favorito al titolo di terzo imperatore dallo stesso Augusto, ampi poteri in campo politico e militare, che gli permisero in autonomia di continuare le campagne sul fronte del Reno. Dopo aver sedato un ammutinamento delle truppe del Reno e convogliato un'immensa di quantità di risorse per la sua spedizione, Germanico iniziò una campagna di devastazione dei territori delle tribù ostili a Roma: nel corso dei tre anni di ostilità, le terre dei Catti, dei Marsi e dei Cherusci furono soggetto della furia delle legioni, che più e più volte le devastarono e saccheggiarono, piegando la resistenza dei barbari.
Dopo un'impressionante manovra anfibia, che portò la flotta romana a risalire il fiume Ems, nell'estate del 15 d.C. l'esercito romano si ricongiunse nell'odierna bassa Sassonia. Al comando di Germanico, si recarono per la prima volta nel sito della battaglia di Teutoburgo, guidati da dei sopravvissuti, dove ebbero la possibilità di vedere i resti dei loro commilitoni e di dar loro degna sepoltura. Dopo un breve scontro con le forze di Arminio, conclusosi senza un apparente vincitore, le forze romane si raccolsero nuovamente nella loro base operativa e si prepararono a tornare in Gallia. Germanico divise l'esercito in tre colonne:
- la prima, comandata da egli stesso, avrebbe preso la flotta e percorso la stessa via dell'andata;
- la seconda avrebbe percorso parallelamente alla flotta la costa;
- la terza, al comando di Cecina Severo, avrebbe attraversato la strada dei ponti lunghi e sarebbe rientrata in Gallia attraversando il Reno.

## La battaglia

### Prima della battaglia
L'armata al comando di Cecina Severo era composta da 4 legioni e da varie truppe ausiliarie. L'obiettivo dell'esperto generale era quello di raggiungere il più in fretta possibile la zona sicura al di là del Reno, dove il controllo romano era più saldo. La via scelta per il ritorno era quella dei ponti lunghi, una serie di costruzioni effettuate da Lucio Domizio Enobarbo durante il suo periodo in Germania (3 a.C. - 1 a.C.), formata da vie sopraelevate in legno che attraversavano le paludi della Germania, facilitando lo spostamento delle legioni, che altrimenti avrebbero dovuto marciare su un terreno fangoso, umido e cedevole, quindi estremamente inadatto all'esercito romano.
Giunto sul luogo, Severo si ritrovò di fronte ad uno spiacevole imprevisto: la via dei ponti lunghi era fatiscente e a dir poco impraticabile, sia a causa della scarsissima manutenzione e dell'abbandono delle strutture, sia a causa del sabotaggio delle poche strutture praticabili da parte degli stessi Germani. Le scelte possibili erano solo due: tornare indietro ed affrontare una marcia più lunga su un terreno favorevole o sfruttare le abilità ingegneristiche delle legioni e riparare, per quanto possibile, i ponti lunghi e giungere al Reno in un giorno di marcia.
Considerando che il rischio di agguato sarebbe stato molto maggiore percorrendo la via più lunga, Severo optò per la riparazione della via dei ponti lunghi, ovviamente prendendo delle necessarie precauzioni. Infatti, Severo era stato protagonista della battaglia delle Paludi Volcee nella rivolta dalmato-pannonica, quando l'armata romana sotto il suo comando era stata presa d'assalto in condizioni sostanzialmente identiche dai Pannoni: la prontezza dei legionari ed il perimetro difensivo dell'accampamento salvarono il suo esercito da una rovinosa e totale sconfitta. Così, un accampamento fu costruito proprio all'inizio del sito dei lavori, laddove il terreno era ancora praticabile, e una considerevole quantità di uomini fu schierata in assetto da battaglia per proteggere gli ingegneri e gli addetti della raccolta dei materiali.

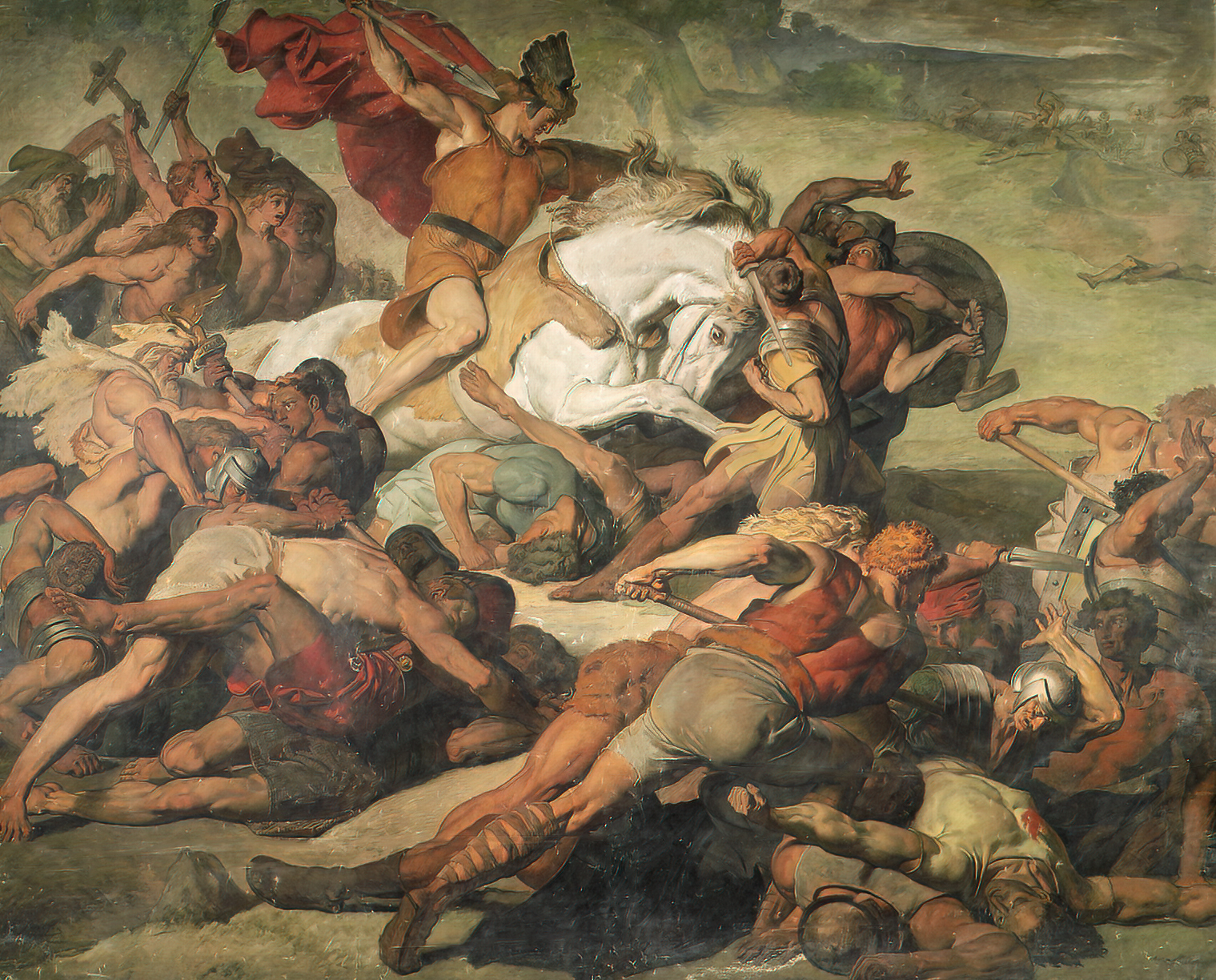
Arminio nella battaglia di Teutoburgo, Peter Jansen, 1873

Parallelamente ai Romani, i Germani di Arminio stavano raggruppando le proprie forze nelle colline adiacenti all'ingresso ai ponti lunghi, aspettando il momento propizio per tendere una fatale imboscata. Arminio era perfettamente consapevole che in campo aperto i Romani avrebbero sempre avuto la meglio sui Germani e che la sua unica possibilità di vittoria era replicare le condizioni di Teutoburgo: bloccare l'avanzata delle legioni in una zona angusta e paludosa, circondarli e attaccarli su ogni lato. E la strada dei ponti lunghi era un'occasione troppo ghiotta per non essere colta: per giorni i suoi uomini avevano seguito i Romani ed attendevano pazientemente di poter attaccare. Non sappiamo quanti fossero i Germani, ma considerando le proporzioni della battaglia, si assume essere una quantità attorno ai 15000-20000 uomini come minimo.

### Primo giorno
Dopo che le forze romane si erano mobilitate per proseguire la riparazione dei ponti lunghi, i Germani si lanciarono all'attacco al segnale di Arminio. I legionari erano estremamente sfavoriti dalle condizioni ambientali: i Cherusci (ed i Germani più in generale) erano abituati ad un terreno paludoso e le loro armature, leggere o del tutto assenti, non li ostacolavano minimamente mentre i Romani erano appesantiti dalle pesanti corazze, che li rendevano goffi e lenti nel terreno fangoso. I Germani, sfruttando questa carenza di mobilità, facevano uso delle loro abilità con il giavellotto per colpire i soldati romani da lontano, che impediti e rallentati dal pessimo terreno, poco potevano fare per evitare i colpi. Nonostante ciò, le forze romane rimasero disciplinate e compatte per tutta la giornata e non vi furono eventi di grave rilevanza da segnalare. Calata la sera i Germani si ritirarono e le forze romane tornarono nei loro accampamenti.
Cecina Severo convocò un consiglio di guerra la stessa notte e pianificò le mosse successive: era escluso tornare sulla vecchia strada, siccome le legioni in assetto di marcia sarebbero state troppo vulnerabili, ed era ugualmente proibitivo attendere un contingente dalla Gallia, viste le limitate provviste. Si decise di proseguire in questo modo: le legioni si sarebbero disposte a quadrato, proteggendo i carriaggi ed i feriti, lasciati marciare al centro dello schieramento, sui ponti lunghi o su quel che ne restava. Le legioni sarebbero andate disponendosi nel seguente modo: la V Alaudae sul lato destro, la XXI Rapax su quello sinistro, la I Germanica in avanguardia e la XX Valeria Victrix come retroguardia.
La notte fu lunga e difficile per i soldati Romani: i barbari erano sull'orlo della festa dopo aver attaccato con successo le armate imperiali e per tutta la notte avevano continuato a far baldoria, accendendo fuochi sulle colline circostanti, cantando ed urlando alle ore più disparate. Nel tentativo di rallentare ulteriormente i legionari, avevano persino deviato il corso di vari fiumiciattoli e rigagnoli verso la palude, alzando ulteriormente il livello dell'acqua e rendendo il terreno ancora più ostico per i soldati romani. Cornelio Tacito riporta che Cecina Severo fece un sogno di cattivo auspicio e che decise di non farne parole, per timore che un presagio tanto funesto non facesse che abbattere ulteriormente il precario morale delle truppe. Scrive infatti:
« [...] gli parve di scorgere Quintilio Varo coperto di sangue emergere dalle paludi e udirlo che lo chiamava; ed egli non lo seguiva e respingeva la mano che gli tendeva.»
(Cornelio Tacito, Annali I, 65)

### Secondo giorno
La mattina seguente il campo fu smontato e le truppe si disposero ordinatamente secondo le istruzioni di Cecina Severo. L'inizio della marcia fu spedito, laddove gli ingegneri avevano riparato con successo la strada, ma presto, quando si giunse alle zone più degradate, il convoglio dei carriaggi e dei feriti iniziò a rallentare considerevolmente fino a fermarsi: i carri erano rimasti intrappolati nel fango e nei fossi e non riuscivano a uscire dal fango. Per una mancanza di disciplina, dovuta alla desiderio di uscire in fretta dalla palude o per semplice tensione, i legionari disposti sui fianchi si apprestarono ad aiutare chi era rimasto bloccato, nel tentativo di riprendere la marcia.
I Germani, rimasti pazientemente ad osservare in attesa, si scagliarono contro il nemico nel primo momento in cui si era palesata una debolezza nella loro formazione. Arminio stesso diede inizio all'assalto al grido: «Ecco Varo e le sue legioni, dello stesso destino sono ormai presi in una morsa!»
Con velocità raggiunsero il cuore della colonna romana, spezzandola in due tronconi. I Germani, in particolare, miravano a colpire i cavalli, in modo da imbizzarrirli e disarcionare i loro cavalieri. Questo fu proprio il caso di Cecina Severo: il suo destriero fu colpito al ventre e cadde al suolo, travolgendo il comandante stesso. Non fosse stato per la Legio I Germanica, venuta provvidenzialmente in soccorso al generale, questi avrebbe ricevuto una fine ben peggiore del suicida Varo: i Germani, capito che era rimasto bloccato, si erano precipitati in massa nella sua direzione, quasi a fare a gara per prendere la sua testa.
Ripresosi, Cecina Severo osservò che una fetta consistente dei Germani aveva preferito darsi al saccheggio dei carriaggi piuttosto che alla lotta: ordinò ai soldati di ricompattarsi e di raggiungere un terreno più solido, dove organizzare meglio la resistenza. Abbandonato il convoglio e gli elementi rimasti isolati, le legioni superstiti si radunarono laddove la stessa mattina avevano smontato il campo e lì resistettero per il resto della giornata.
I Romani avevano quindi sprecato un'intera giornata tra acqua e fango per ritrovarsi nello stesso punto della mattina, ma in una condizione nettamente peggiore: avevano costruito a fatica un vallo ed un terrapieno, ma gli strumenti adatti a farlo erano andati perduti assieme al convoglio dei carriaggi e a tutto quello che lì era custodito. Non avevano quasi più cibo, mancavano le tende, la legna per il fuoco, le coperte per dormire e persino assistere i feriti era quasi impossibile. I legionari passarono l'intera notte su un terreno freddo e a malapena asciutto mentre accanto a loro il nemico era in piena euforia.
Tale era la paranoia nel campo romano che quando uno dei loro cavalli si sciolse dalle redini e iniziò a trottare per il campo, un folto gruppo di soldati si levò in preda al panico cercando di correre verso i portoni ed uscire dall'accampamento. Erano certi che i barbari avessero fatto breccia nelle loro difese e che stesse per giungere la loro fine. Quando anche le parole fallirono nel calmarli, lo stesso Cecina Severo si gettò in mezzo al portone, ammonendoli che avrebbero dovuto passare sopra di lui per uscire e che oltre a quel portone vi era solo la morte ad aspettarli. Sentite queste parole, la situazione all'interno del campo tornò alla calma.
Invece, tra i capi tribù dei Germani, vi era una accesa discussione su come e quando attaccare i Romani il giorno seguente. Le due posizioni principali furono quelle di Arminio, che ben conosceva i Romani ed il loro modo di agire, e di suo zio Inguiomero: il primo voleva replicare l'azione del giorno precedente, cogliendo i Romani nel momento in cui la loro coesione veniva a mancare, attaccandoli nel pomeriggio, quando sarebbero stato nel mezzo della palude e lontani dalla terra ferma che li aveva salvati il giorno prima, mentre il secondo, che non voleva concedere loro la possibilità di scampo, voleva attaccarli all'alba cosicché non vi fosse per loro tempi sufficiente per provare a fuggire. A vincere fu questo secondo parere ed Arminio, a malincuore, decise di seguirlo.

### Terzo giorno
La mattina seguente i Germani decisero di attaccare l'accampamento romano cercando di colmare il fossato intorno al vallo di recinzione con graticci e provando a sfondare la palizzata, dove erano schierati solo pochi soldati. I Germani erano intenti a scalare le difese e probabilmente erano anche riusciti ad entrare nel campo stesso quando venne dato il segnale alle legioni: con una rapida manovra di aggiramento, le legioni uscirono dalle porte laterali del campo e colpirono alle spalle i Germani, intrappolandoli tra le mura dell'accampamento improvvisato ed i loro stessi compagni, intenti ad avanzare. I Romani riuscirono così a volgere la battaglia a loro favore, battendosi con ferocemente, tanto che lo stesso Arminio fu costretto ad abbandonare la scena dello scontro insieme ad Inguiomero, ferito gravemente, mentre gran parte dei suoi veniva massacrata dai Romani.

## Ritorno in Gallia e conseguenze
Cecina era riuscito a battere Arminio, mettendolo in fuga, e così quella stessa notte le legioni poterono far ritorno negli accampamenti sulla riva destra del Reno. 
Nel frattempo, dall'altro lato del Reno, visto il ritardo accumulatosi, si era sparsa la voce che le legioni fossero state accerchiate e sterminate, esattamente come sei anni prima. Si pensava che la Gallia stessa fosse in pericolo. In molti avevano proposto di distruggere il ponte sul Reno che avrebbe dovuto riportarli ai quartieri invernali. Fortunatamente la moglie di Germanico, Agrippina, era rimasta confidente nelle capacità delle legioni e si era fermamente opposta a tali propositi, attendendo con ansia il ritorno delle legioni. Lei si assunse, in quei giorni, i doveri di chi comanda, distribuendo ai soldati feriti vesti e medicine, per poi rendere lodi e ringraziamenti alle legioni che tornavano.
Terminata la campagna annuale di Germanico, a Cecina Severo fu tributato l'onore di un trionfo.

## Luogo della battaglia
Ancora oggi non è noto il luogo della battaglia e sono state fatte diverse ipotesi al riguardo. La più suggestiva è quella che afferma che i resti trovati attorno alla collina di Kalkriese non siano quelli della battaglia della foresta di Teutoburgo, ma piuttosto quelli della battaglia dei ponti lunghi: ad una decina di chilometri dal luogo, nella cittadina di Bramsche, sono state ritrovate di legno compatibili con la descrizione dei pontes longi e databili al 15 d.C. Potrebbe trattarsi delle opere di riparazione dei legionari delle strutture costruite da Domizio Enobarbo. Il ritrovamento di spade di legno e clave nella stessa zona contribuirebbe a rafforzare l'ipotesi.
D'altra parte, numerose prove contraddicono questa ipotesi: stando al racconto di Cornelio Tacito, i Romani oltrepassarono il Reno quello stesso giorno e la collina di Kalkriese è semplicemente troppo lontana affinché questo potesse accadere. Inoltre, strutture simili a quelle dei pontes longi era già presenti nei territori della Germania del nord all'epoca dei Romani.
Realisticamente, la battaglia dei ponti lunghi è avvenuta in una zona compresa tra le città di Munster e di Coesfeld, nelle vicinanze di Aliso, l'ultima roccaforte romana dall'altro lato del Reno ed ancora in saldo possesso imperiale all'epoca dei fatti.